# Khẩu Phái
Khẩu Phái là một giống lúa nếp đặc sản của tỉnh Tuyên Quang, ở miền Bắc của Việt Nam. Lúa được trồng trong vụ Mùa. Hiện nay, đây là giống lúa được sản xuất theo kinh nghiệm dân gian của bàn con tỉnh Tuyên Quang: thời vụ gieo mạ 15/4 hàng năm, cấy mà già lúc 35 ngày tuổi. Năng suất 25 – 30 tạ/ha. Trồng nhỏ lẻ với diện tích 1-2 sào bắc bộ/hộ. Khi nấu, cơm nếp có độ mềm, độ dích, độ ngon ở mức cao (5 điểm theo thang điểm 5).